# Kalendarium rządu Hanny Suchockiej
Kalendarium rządu Hanny Suchockiej opisuje powołanie rządu Hanny Suchockiej, zmiany na stanowiskach ministrów, sekretarzy stanu, podsekretarzy stanu, wojewodów i wicewojewodów a także zmiany personalne na kierowniczych stanowiskach w urzędach centralnych podległych Radzie Ministrów.

## Zmiany w rządzie
Lista zmian personalnych na stanowiskach ministrów, sekretarzy stanu i podsekretarzy stanu.

### Rok 1992
| Powołanie | Odwołanie     |
| 11 lipca 1992 | 11 lipca 1992 |
| --- | ------------- |
| - Henryka Goryszewskiego na urząd wiceprezesa Rady Ministrów, - Pawła Łączkowskiego na urząd wiceprezesa Rady Ministrów, - Andrzeja Arendarskiego na urząd ministra współpracy gospodarczej z zagranicą, - Jana Bieleckiego na urząd ministra-członka Rady Ministrów, - Andrzeja Bratkowskiego na urząd ministra gospodarki przestrzennej i budownictwa, - Zbigniewa Dyka na urzędy ministra sprawiedliwości i prokuratora generalnego, - Zbigniewa Eysmonta na urząd ministra-członka Rady ministrów, - Zdobysława Flisowskiego na urząd ministra edukacji narodowej, - Zygmunta Hortmanowicza na urząd ministra ochrony środowiska, zasobów naturalnych i leśnictwa, - Gabriela Janowskiego na urząd ministra rolnictwa i gospodarki żywnościowej, - Zbigniewa Jaworskiego na urząd ministra transportu i gospodarki morskiej, - Jerzego Kamińskiego na urząd ministra-członka Rady Ministra, - Witolda Karczewskiego na urząd przewodniczącego Komitetu Badań Naukowych, - Krzysztofa Kiliana na urząd ministra łączności, - Jerzego Kropiwnickiego na urząd ministra-kierownika Centralnego Urzędu Planowania, - Jacka Kuronia na urząd ministra pracy i polityki socjalnej, - Janusza Lewandowskiego na urząd ministra przekształceń własnościowych, - Piotrowi Łukasiewiczowi powierzenie obowiązków kierownika ministerstwa kultury i sztuki, - Andrzeja Milczanowskiego na urząd ministra spraw wewnętrznych, - Wacława Niewiarowskiego na urząd ministra przemysłu i handlu, - Janusza Onyszkiewicza na urząd ministra obrony narodowej, - Jerzego Osiatyńskiego na urząd ministra finansów, - Jana Rokity na urząd ministra-szefa Urzędu Rady Ministrów, - Krzysztofa Skubiszewskiego na urząd ministra spraw zagranicznych, - Andrzeja Wojtyły na urząd ministra zdrowia i opieki społecznej. | –             |

### Rok 1993
| Powołanie | Odwołanie |
| 11 lutego 1993 | 11 lutego 1993 |
| --- | --- |
| - Jerzego Górala na urząd ministra kultury i sztuki.                                                                          | - Piotra Łukasiewicza z powierzenia obowiązków kierownika ministerstwa kultury i sztuki (powołany na ten urząd 11 lipca 1992). |
| 17 marca 1993 | |
| - Jana Piątkowskiego na urzędy ministra sprawiedliwości i prokuratora generalnego.                                            | - Zbigniewa Dyki z urzędów ministra sprawiedliwości i prokuratora generalnego (powołany na ten urząd 11 lipca 1992). |
| 8 kwietnia 1993 | |
| - Januszowi Bylińskiemu powierzenie obowiązków kierownika ministerstwa rolnictwa i gospodarki żywnościowej.                   | - Gabriela Janowskiego z urzędu ministra rolnictwa i gospodarki żywnościowej (powołany na ten urząd 11 lipca 1992). |
| 4 maja 1993 | |
| - Bernardowi Błaszczykowi powierzenie obowiązków kierownika ministerstwa ochrony środowiska, zasobów naturalnych i leśnictwa. | - Zygmunta Hortmanowicza z urzędu ministra ministerstwa ochrony środowiska, zasobów naturalnych i leśnictwa. (powołany na ten urząd 11 lipca 1992). |
| 12 lipca 1993 | |
| - Jackowi Janiszewskiemu powierzenie obowiązków kierownika ministerstwa rolnictwa i gospodarki żywnościowej.                  | - Janusza Bylińskiego z powierzenia obowiązków kierownika ministerstwa rolnictwa i gospodarki żywnościowej. |
| 26 października 1993 | |
| – | - Henryka Goryszewskiego z urzędu wiceprezesa Rady Ministrów (powołany na ten urząd 11 lipca 1992), - Pawła Łączkowskiego z urzędu wiceprezesa Rady Ministrów (powołany na ten urząd 11 lipca 1992), - Andrzeja Arendarskiego z urzędu ministra współpracy gospodarczej z zagranicą (powołany na ten urząd 11 lipca 1992), - Jana Bieleckiego z urzędu ministra-członka Rady Ministrów (powołany na ten urząd 11 lipca 1992), - Andrzeja Bratkowskiego z urzędu ministra gospodarki przestrzennej i budownictwa (powołany na ten urząd 11 lipca 1992), - Zbigniewa Eysmonta z urzędu ministra-członka Rady ministrów (powołany na ten urząd 11 lipca 1992), - Zdobysława Flisowskiego z urzędu ministra edukacji narodowej (powołany na ten urząd 11 lipca 1992), - Zbigniewa Jaworskiego z urzędu ministra transportu i gospodarki morskiej (powołany na ten urząd 11 lipca 1992), - Jerzego Kamińskiego z urzędu ministra-członka Rady Ministra (powołany na ten urząd 11 lipca 1992), - Witolda Karczewskiego z urzędu przewodniczącego Komitetu Badań Naukowych (powołany na ten urząd 11 lipca 1992), - Krzysztofa Kiliana z urzędu ministra łączności (powołany na ten urząd 11 lipca 1992), - Jerzego Kropiwnickiego z urzędu ministra-kierownika Centralnego Urzędu Planowania (powołany na ten urząd 11 lipca 1992), - Jacka Kuronia z urzędu ministra pracy i polityki socjalnej (powołany na ten urząd 11 lipca 1992), - Janusza Lewandowskiego z urzędu ministra przekształceń własnościowych (powołany na ten urząd 11 lipca 1992), - Andrzeja Milczanowskiego z urzędu ministra spraw wewnętrznych (powołany na ten urząd 11 lipca 1992), - Wacława Niewiarowskiego z urzędu ministra przemysłu i handlu (powołany na ten urząd 11 lipca 1992), - Janusza Onyszkiewicza z urzędu ministra obrony narodowej (powołany na ten urząd 11 lipca 1992), - Jerzego Osiatyńskiego z urzędu ministra finansów (powołany na ten urząd 11 lipca 1992), - Jana Rokity z urzędu ministra-szefa Urzędu Rady Ministrów (powołany na ten urząd 11 lipca 1992), - Krzysztofa Skubiszewskiego z urzędu ministra spraw zagranicznych (powołany na ten urząd 11 lipca 1992), - Andrzeja Wojtyły z urzędu ministra zdrowia i opieki społecznej (powołany na ten urząd 11 lipca 1992), - Jerzego Górala z urzędu ministra kultury i sztuki (powołany na ten urząd 11 lutego 1993), - Jana Piątkowskiego z urzędów ministra sprawiedliwości i prokuratora generalnego (powołany na te urzędy 17 marca 1993), - Bernarda Błaszczyka z powierzenia obowiązków kierownika ministerstwa ochrony środowiska, zasobów naturalnych i leśnictwa (powołany na ten urząd 4 maja 1993), - Jacka Janiszewskiego z powierzenia obowiązków kierownika ministerstwa rolnictwa i gospodarki żywnościowej (powołany na ten urząd 12 lipca 1993). |